# Ivica Šangulin
Ivica Šangulin (Zaravecchia, 20 aprile 1937 – Fiume, 5 maggio 2012) è stato un allenatore di calcio e calciatore croato, di ruolo difensore.